# تكسلين (تكساس)
تكسلين (بالإنجليزية: Texline town, Texas)‏ هي بلدة تقع بولاية تكساس في الولايات المتحدة. تبلغ مساحتها 2.63 كم2، وترتفع عن سطح البحر 1,430.1216000000002 م، بلغ عدد سكانها 507 نسمة في عام 2010 حسب إحصاء مكتب تعداد الولايات المتحدة وتصل الكثافة السكانية فيها 192.8 نسمة لكل كيلومتر مربع (499.3/ميل2).

## التركيبة السكانية
حدّد مكتب تعداد الولايات المتحدة بيانات التركيبة السكانية لتكسلين في تعداد الولايات المتحدة. في ما يلي، التركيبة السكانية حسب تعدادي 2000 و2010.

### تعداد عام 2000
بلغ عدد سكان تكسلين 511 نسمة بحسب تعداد عام 2000، وبلغ عدد الأسر 196 أسرة وعدد العائلات 134 عائلة مقيمة في البلدة. في حين سجلت الكثافة السكانية 194.3 نسمة لكل كيلومتر مربع (503.2/ميل2). وبلغ عدد الوحدات السكنية 227 وحدة بمتوسط كثافة قدره 86.3 لكل كيلومتر مربع (223.5/ميل2).
وتوزع التركيب العرقي للبلدة بنسبة 90.02% من البيض و0.20% من الأمريكيين الأصليين و6.85% من الأعراق الأخرى و2.94% من عرقين مختلطين أو أكثر و26.81% من الهسبانيون أو اللاتينيون من أي عرق.
بلغ عدد الأسر 196 أسرة كانت نسبة 41.8% منها لديها أطفال تحت سن الثامنة عشر تعيش معهم، وبلغت نسبة الأزواج القاطنين مع بعضهم البعض 59.7% من أصل المجموع الكلي للأسر، ونسبة 4.6% من الأسر كان لديها معيلات من الإناث دون وجود شريك، بينما كانت نسبة 4.1% من الأسر لديها معيلون من الذكور دون وجود شريكة وكانت نسبة 31.6% من غير العائلات. تألفت نسبة 30.6% من أصل جميع الأسر من عدة أفراد يعيشون في نفس المنزل ونسبة 11.2% كانت تتألف من شخص يعيش بمفرده يبلغ من العمر 65 عاماً أو أكثر. وبلغ متوسط حجم الأسرة المعيشية 2.61، أما متوسط حجم العائلات فبلغ 3.31.
بلغ العمر الوسطي للسكان 32.9 عاماً. وكانت نسبة 31.9% من القاطنين تحت سن الثامنة عشر، وكانت نسبة 6.8% بين الثامنة عشر والرابعة والعشرين عاماً، ونسبة 26.8% كانت واقعةً في الفئة العمرية ما بين الخامسة والعشرين والرابعة والأربعين عاماً، ونسبة 24.3% كانت ما بين الخامسة والأربعين والرابعة والستين، ونسبة 10.2% كانت ضمن فئة الخامسة والستين عاماً فما فوق. يوجد لكل 100 أنثى 94.3 ذكر، ويوجد لكل 100 أنثى في الثامنة عشر من عمرها فما فوق 96.6 ذكر.
بلغ متوسط دخل الأسرة في البلدة 32,188 دولارًا، أما متوسط دخل العائلة فبلغ 37,708 دولارًا. وكان متوسط دخل الذكور 29,792 دولارًا مقابل 14,792 دولارًا للإناث. وسجل دخل الفرد الخاص بالبلدة 15,086 دولارًا. وكانت نسبة 13.9% من العائلات ونسبة 10.8% من السكان تحت خط الفقر، وكان من هؤلاء نسبة 11.4% تحت سن الثامنة عشر ونسبة 12.8% في الخامسة والستين من العمر وما فوق.

### تعداد عام 2010
بلغ عدد سكان تكسلين 507 نسمة بحسب تعداد عام 2010، وبلغ عدد الأسر 194 أسرة وعدد العائلات 129 عائلة مقيمة في البلدة. في حين سجلت الكثافة السكانية 192.8 نسمة لكل كيلومتر مربع (499.3/ميل2). وبلغ عدد الوحدات السكنية 222 وحدة بمتوسط كثافة قدره 84.4 لكل كيلومتر مربع (218.6/ميل2).
وتوزع التركيب العرقي للبلدة بنسبة 77.32% من البيض و0.79% من الأمريكيين الأصليين و14.40% من الأعراق الأخرى و7.50% من عرقين مختلطين أو أكثر و35.50% من الهسبانيون أو اللاتينيون من أي عرق.
بلغ عدد الأسر 194 أسرة كانت نسبة 40.7% منها لديها أطفال تحت سن الثامنة عشر تعيش معهم، وبلغت نسبة الأزواج القاطنين مع بعضهم البعض 55.2% من أصل المجموع الكلي للأسر، ونسبة 8.2% من الأسر كان لديها معيلات من الإناث دون وجود شريك، بينما كانت نسبة 3.1% من الأسر لديها معيلون من الذكور دون وجود شريكة وكانت نسبة 33.5% من غير العائلات. تألفت نسبة 29.4% من أصل جميع الأسر من عدة أفراد يعيشون في نفس المنزل ونسبة 10.8% كانت تتألف من شخص يعيش بمفرده يبلغ من العمر 65 عاماً أو أكثر. وبلغ متوسط حجم الأسرة المعيشية 2.61، أما متوسط حجم العائلات فبلغ 3.32.
بلغ العمر الوسطي للسكان 32.3 عاماً. وكانت نسبة 31.4% من القاطنين تحت سن الثامنة عشر، وكانت نسبة 8.1% بين الثامنة عشر والرابعة والعشرين عاماً، ونسبة 24.9% كانت واقعةً في الفئة العمرية ما بين الخامسة والعشرين والرابعة والأربعين عاماً، ونسبة 22.9% كانت ما بين الخامسة والأربعين والرابعة والستين، ونسبة 12.8% كانت ضمن فئة الخامسة والستين عاماً فما فوق. وتوزع التركيب الجنسي للسكان بنسبة 51.9% ذكور و48.1% إناث.